# Barszcz syberyjski
Barszcz syberyjski (Heracleum sibiricum L.) – gatunek rośliny z rodziny selerowatych, często traktowany jako podgatunek barszczu zwyczajnego (H. sphondylium subsp. sibiricum (L.) Simonk.). Występuje w strefie umiarkowanej Europy i Azji od Włoch i Francji na zachodzie po Syberię i Mongolię na wschodzie. Jako gatunek obcy rośnie także w Wielkiej Brytanii, w Ameryce Północnej oraz na Rosyjskim Dalekim Wschodzie. W Polsce występuje pospolicie na północy i wschodzie, ku południu zanikając i sięgając po ziemię lubuską, Poznań, Łódź, Góry Świętokrzyskie i Roztocze.

## Morfologia

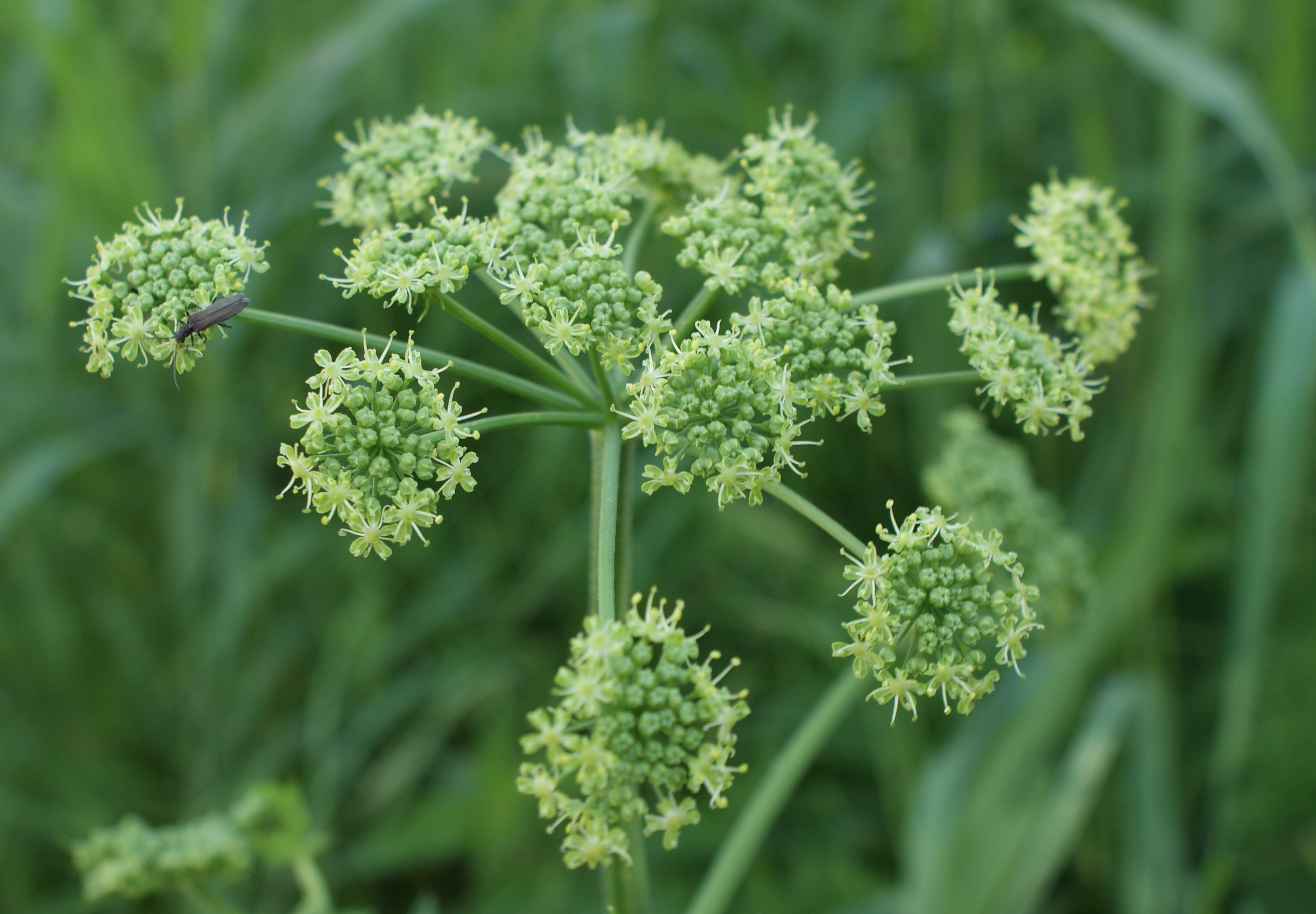
Kwiatostan

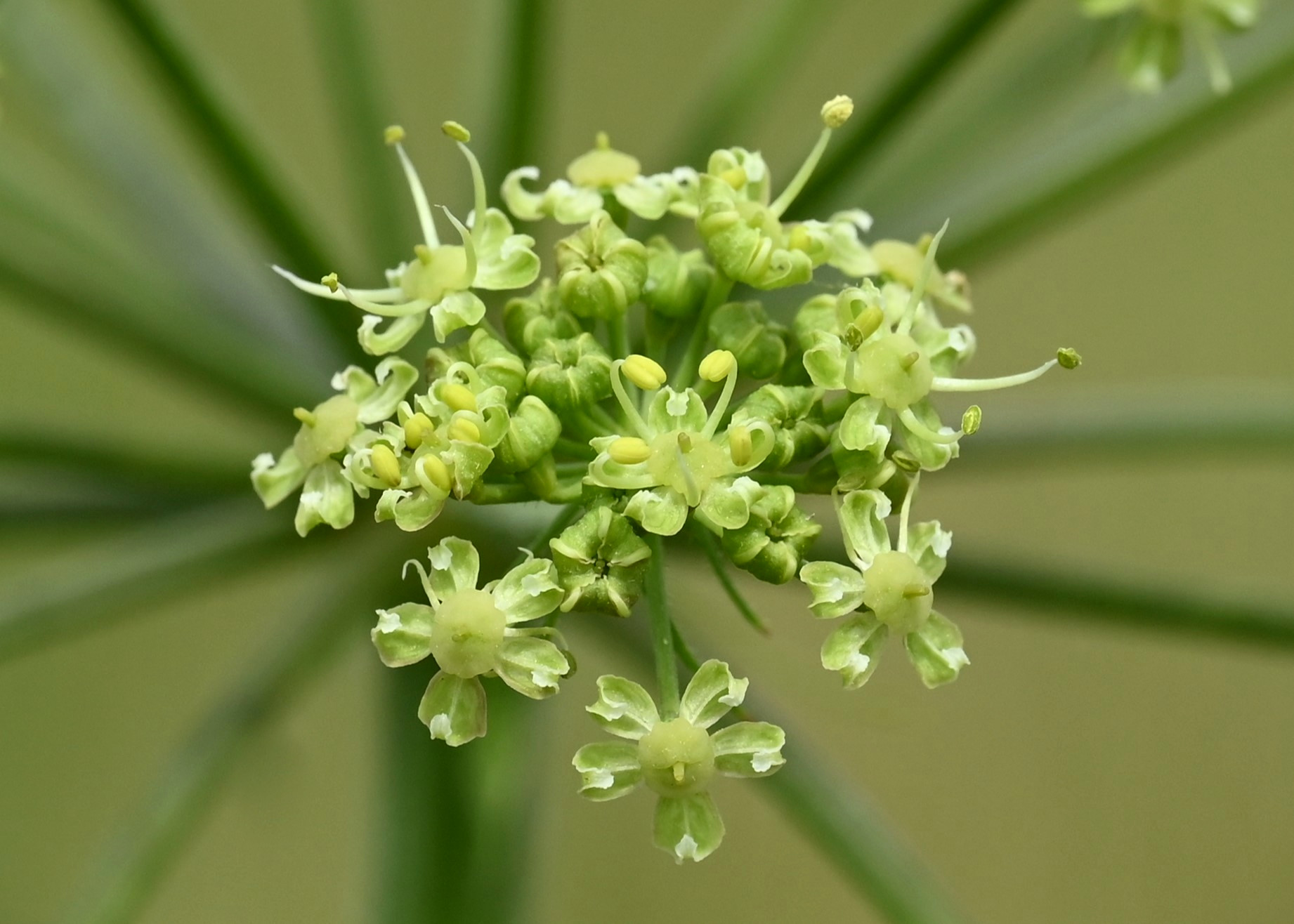
Baldaszek z kwiatami

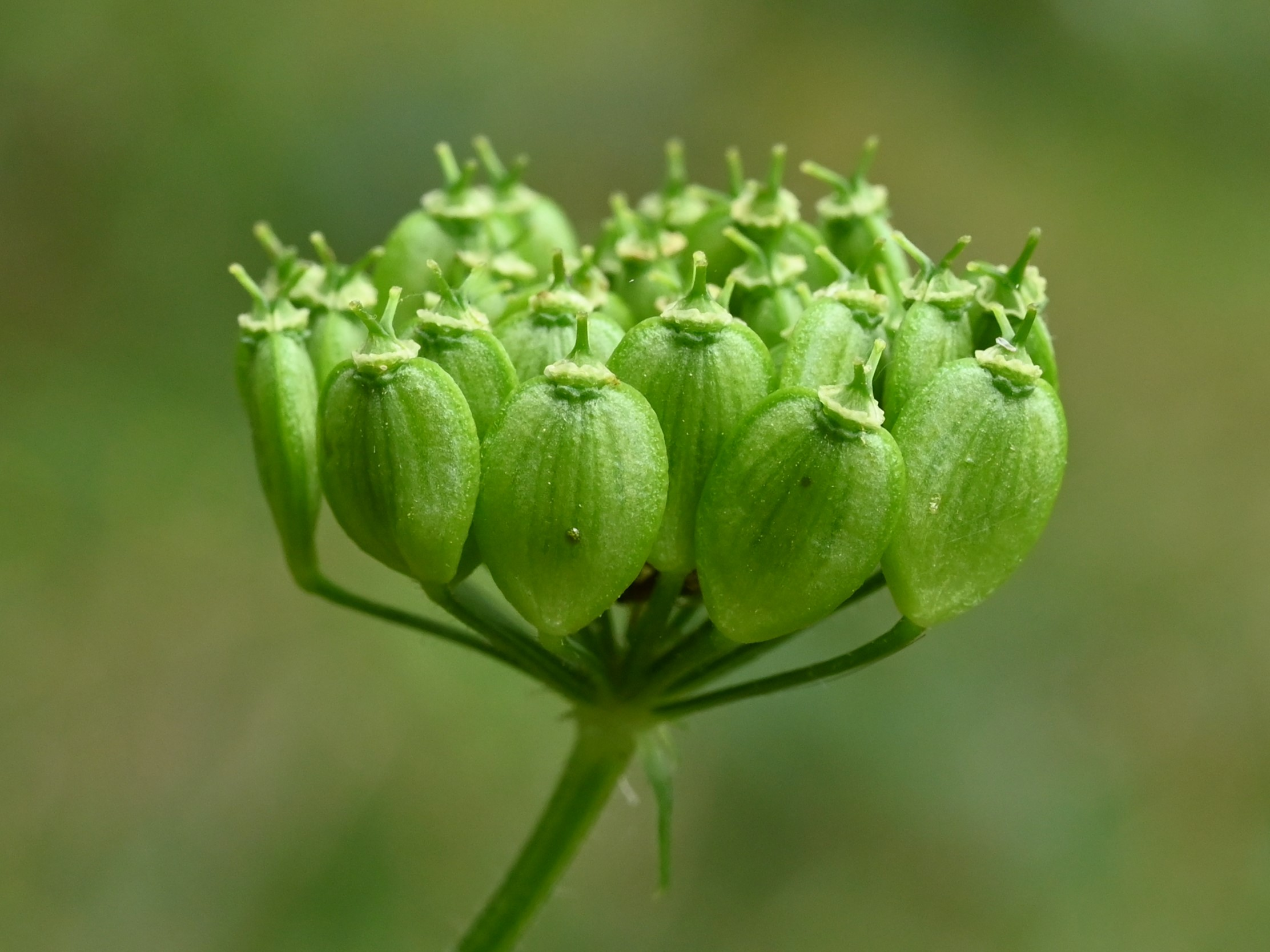
Baldaszek z owocami

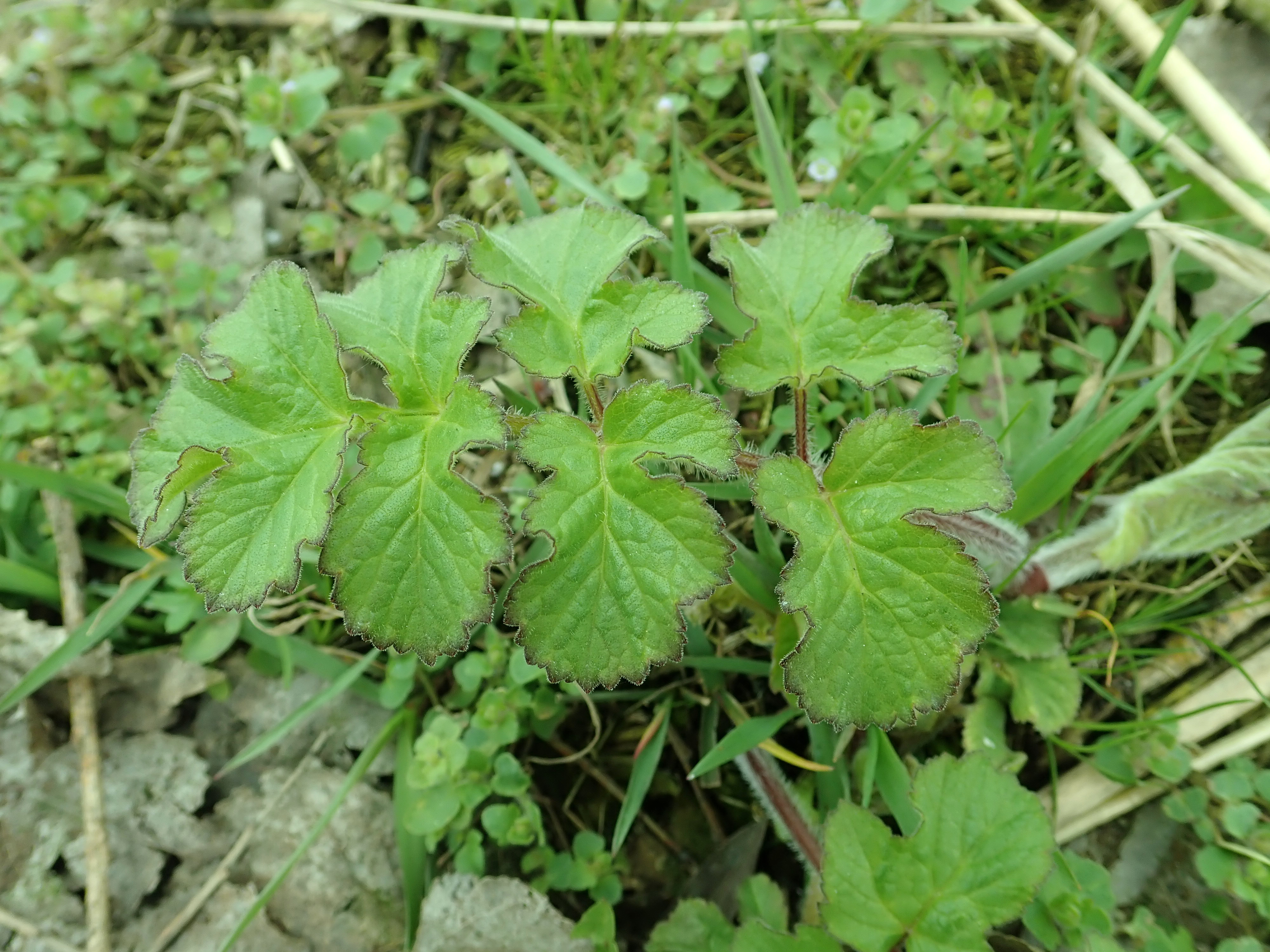
Liść

PokrójRoślina zielna osiągająca wysokość 50–120 cm. Ma dętą i żebrowaną łodygę w dolnej części pokrytą sztywnymi i szorstkimi włoskami, a w górnej miękkimi.
LiścieOwłosione; dolne ogonkowe, górne siedzące, u nasady z pochwami liściowymi. Blaszka trójlistkowa lub pierzasta z 2–3 parami listków. Listki boczne są jajowate do lancetowatych, z boków klapowane, na brzegu ząbkowano piłkowane lub całobrzegie. Listek szczytowy jest trójklapowy.
KwiatySkupione w baldaszki a te, w liczbie od 10 do 20, w baldachy złożone. Szypuły baldachu mają nierówną długość i są owłosione. Pokryw brak, a pokrywki są liczne, równowąskie, ale szybko odpadają. Kwiaty promieniste, o płatkach żółtozielonawych, brzeżne płatki na skraju baldaszka słabo lub wcale niepowiększone. Płatki są słabo wycięte, co najwyżej do 1/3 długości. Zalążnia jest naga lub pokryta nielicznymi, szczecinkowatymi włoskami.
OwoceRozłupki nagie, rzadziej owłosione, jajowate lub odwrotnie jajowate, o długości 7–8 mm i szerokości 5–6 mm. Na szczycie ze stożkowatym krążkiem miodnikowym i dwiema szyjkami słupka o podobnej do niego długości lub dłuższe. Smugi na powierzchni owocu sięgają do ¾ jego długości.
Gatunek podobnyBarszcz zwyczajny (H. sphondylium) różni się kwiatami czysto białymi lub różowawymi, asymetrycznymi płatkami (które na brzegach baldaszków są wydłużone) i silniej wyciętymi (do połowy). Zalążnie i owoce są zawsze owłosione (miękko lub szczecinkowato), ew. z brodawkami.

## Biologia i ekologia
Roślina dwuletnia i bylina, hemikryptofit. Kwitnie od czerwca do września, zwykle najintensywniej w lipcu.
Rośnie na łąkach, w zaroślach, na skrajach lasów i przydrożach.

## Zmienność
Wyróżniane są dwie odmiany (występujące w Polsce):
- var. sibiricum – zalążnie nagie,
- var. chaetocarpum Neum. et Thell. – zalążnie szczeciniasto owłosione.

W miejscach współwystępowania z barszczem zwyczajnym H. sphondylium spotykany jest mieszaniec – H. ×chloranthum Borbás. 